# 十輪寺の滝
十輪寺の滝（じゅうりんじのたき）は、徳島県東みよし町にある大藤谷川の支流の滝。落差は25m。

## 地理
土々呂の滝の脇にある遊歩道を登り、十輪寺脇を通り過ぎると、 遊歩道は車道に突き当たり、ここから約10m程の所に十輪寺の滝がある。
滝は10mほど垂直に落下したあと、左側に向きを変えて斜めになった岩盤の上を流れ落ちる。また御来光の滝と呼ばれることもある。

## 交通
- JR徳島線「阿波半田駅」より車で約20分。